# Hans-Arnold Stahlschmidt
Hans-Arnold Stahlschmidt (* 15. September 1920 in Kreuztal, Westfalen; vermisst seit 7. September 1942 bei El Alamein, Ägypten) war ein hochdekorierter deutscher Jagdflieger im Zweiten Weltkrieg.

## Leben
Der Sohn des westfälischen Fabrikanten Arno Stahlschmidt wurde am 15. September 1920 in Kreuztal geboren und besuchte zunächst die Volksschule in seinem Geburtsort Kreuztal und wechselte später auf das Gymnasium in Weidenau/Sieg, wo er im April 1939 sein Abitur ablegte. Anschließend kam er zum Reichsarbeitsdienst nach Eichelsachsen bei Gleiwitz.
Geprägt durch die Jugenderziehung im Dritten Reich und den Kriegsbeginn 1939 entschloss sich Stahlschmidt zu einer Laufbahn als Berufssoldat. Er trat in die Luftwaffe ein und absolvierte in Salzwedel die Grundausbildung zum Jagdflieger. Danach wurde er zur weiteren Pilotenausbildung zunächst nach Breslau, anschließend an die Kriegsschule der Luftwaffe in Wien-Schwechat versetzt.
Nach Abschluss der Ausbildung kam Stahlschmidt als Fähnrich zum Kriegseinsatz auf den Balkan ins Jagdgeschwader 27, wo auch das spätere NS-Fliegeridol Hans-Joachim Marseille diente. Im April 1941 wurde Stahlschmidt (inzwischen Oberfähnrich) mit dem größten Teil des JG 27 zum Deutschen Afrikakorps nach Nordafrika verlegt. Mit seinem Jagdflugzeug vom Typ Bf 109 flog er am 2. Juni 1941 vor der Küste von Tobruk seinen ersten Angriff gegen einen Munitionsfrachter und nahm danach mit dem Geschwader an den Luft- und Bodenkämpfen in Libyen und Ägypten teil. Mitte Juni gelang ihm über dem Halfayapass sein erster Luftsieg und er wurde zum Leutnant ernannt.
Nach weiteren Kampfeinsätzen wurde Stahlschmidt mit dem Eisernen Kreuz II. und I. Klasse ausgezeichnet und im Oktober 1941 Gruppenadjutant. Im November 1941 kehrte er ins Cockpit seiner Maschine zurück, als mit Beginn der britischen Offensive jeder Pilot gebraucht wurde. Im Februar 1942 wurde er als erster Jagdflieger in Afrika mit 200 Feindflügen mit der Frontflugspange für Jagdflieger in Gold ausgezeichnet. Am 22. Februar 1942 überlebte er einen Abschuss und wurde von einem deutschen Stoßtrupp gerettet. Wenige Tage später wurde er bei einem Angriff auf Gobi erneut abgeschossen und geriet in polnische Gefangenschaft. Nach Überstellung an eine südafrikanische Einheit gelang ihm am 27. Februar die Flucht und er erreichte nach 60 km wieder deutsche Truppen.
Durch seine vielen Abschüsse wurde Stahlschmidt neben Oberleutnant Marseille zu einem der erfolgreichsten Jagdflieger des Deutschen Afrikakorps. Im Juni 1942 zum Kapitän der 2. Staffel des JG 27 ernannt, wurde ihm nach seinem 40. Luftsieg am 28. August das Ritterkreuz des Eisernen Kreuzes verliehen.
Kurz vor seinem 22. Geburtstag wurde Hans-Arnold Stahlschmidt am 7. September 1942, nach 59 Luftsiegen und über 400 Feindflügen, bei einem Einsatz südlich von El Alamein als vermisst gemeldet und rückwirkend zum Oberleutnant befördert. Am 3. Januar 1944 wurde ihm posthum das Eichenlaub zum Ritterkreuz des Eisernen Kreuzes verliehen.